# Sabine Goetschy
Sabine Goetschy (Eltville, 8 de junio de 1962) es una deportista francesa que compitió en piragüismo en las modalidades de aguas tranquilas y aguas bravas.

## Palmarés internacional

### Piragüismo en aguas tranquilas
Ganó una medalla de bronce en el Campeonato Mundial de Piragüismo de 1991 en la prueba de K2 5000 m. Participó en dos Juegos Olímpicos de Verano en los años 1992 y 1996, su mejor actuación fue un sexto puesto logrando en Barcelona 1992 en la prueba de K1 500 m.
| Campeonato Mundial | Campeonato Mundial | Campeonato Mundial | Campeonato Mundial |
| Año                | Lugar              | Medalla            | Evento             |
| ------------------ | ------------------ | ------------------ | ------------------ |
| 1991               | París (Francia)    | Medalla de bronce  | K2 5000 m          |

### Piragüismo en aguas bravas
En la modalidad de aguas bravas, obtuvo dos medallas de oro en el Campeonato Mundial de Piragüismo en Aguas Bravas en los años 1991 y 1993.
| Campeonato Mundial | Campeonato Mundial | Campeonato Mundial | Campeonato Mundial     |
| Año                | Lugar              | Medalla            | Evento                 |
| ------------------ | ------------------ | ------------------ | ---------------------- |
| 1991               | Bovec (Yugoslavia) | Medalla de oro     | K1 clásico por equipos |
| 1993               | Mezzana (Italia)   | Medalla de oro     | K1 clásico por equipos |